# Belejringen af Tartu 1224
Belejringen af Tartu i 1224 resulterede i faldet af det sidste store centrum for estisk modstand på fastlandet mod den kristne erobring af Estland.

## Baggrund
I 1208 indledte Sværdbroderordenen et korstog mod de hedenske estere, som havde angrebet de latgaliske og Livonian territorier mod syd, som kort forinden var blevet erobret af ordenen. I 1219 sluttede Danmark sig til korstoget, og i 1220 fulgte Sverige. Esterne var i stand til at udslette den svenske tilstedeværelse, men i vinteren 1220 var næsten hele det kontinentale Estland erobret af tyskerne og danskerne, og befolkningen blev erklæret for kristen.

## Opstanden i 1223
I 1223 indtraf en generel anti-kristen opstand på det estiske fastland. Alle tyskere og danskere, der faldt i Estlands hænder, blev dræbt, og nogle af præsterne blev ofret til hedenske guder. Estere generobrede alle fæstningerne igen efter, at de tyske garnisoner var dræbt. For at sikre den indledende militære succes blev russiske lejesoldater inviteret fra Novgorod og Pihkva og udstationerede i flere centrale fæstninger, blandt andet i Viljandi og Tartu. Hvem der stod for den estiske ledelse i Tartu er ikke kendt men befalingen for de russiske lejesoldater var Vyachko, der i 1208 havde mistet sin herredømme i Koknese til de samlede styrker af sværdbrødrene og livonerne. Han fik to hundrede mænd og penge af Novgorod-republikken, så han kunne etablere sig i Tarbatu (nutidig Tartu) eller et hvilket som helst andet sted, "som han kunne erobre for sig selv".

## Første belejring af Tartu
Om vinteren 1223/1224 lykkedes det tyskerne gradvist at genvinde de fleste fæstninger på det estiske fastland. Tartu forblev det sidste center for modstand i det sydøstlige Estland. Ud over den lokale befolkning fra Ugandi havde mange frihedskæmpere samlet sig der fra Sakala og andre naboprovinser (vicinas omnes provincias). Korsfarerne belejrede Tartu efter påske i 1224, men blev tvunget til at trække sig tilbage efter kun fem dages kamp. Biskopperne sendte en delegation til Vyachko og bad ham om at opgive støtten til de "hedenske oprørere" i fæstningen og forlade dem, men han valgte at blive, fordi "novgorodianerne og de russiske fyrster havde lovet ham fæstningen og de omkringliggende lande", hvis han kunne erobre dem for sig selv.

## Anden belejring af Tartu
Den 15. august 1224 vendte korsfarerhæren, forstærket med et stort antal kristne lettiske og livonske tropper, tilbage med styrke til Tarbatu. Den anden belejring af Tartu i 1224 varede mange dage og nætter. Vyachko og hans 200 kristne russere blev igen tilbudt fri passage gennem korsfarerlejren, men Vyachko, som forventede en nødhjælp fra Novgorod, tog ikke imod tilbuddet.
Belejringen begyndte med opførelsen af større og mindre blider, der blev brugt til at kaste klippestykker og "varmt jern" eller ildkugler ind i højborgen. Den kristne hær konstruerede et højt tårn, som gradvist blev flyttet tættere på fæstningen. Tyskerne undergravede konstant muren og samlede træ, der blev tændt for at sætte ild på fæstningen. Forsvarerne brugte deres egne blider og skød mod tyskerne med buer og armbrøster. Kampene fortsatte også om natten: de kæmperne råbte mod hinanden og larmede med deres sværd, spillede trommer, femer og horn.
Til sidst iværksatte tyskerne et angreb på fæstningen. Alle forsvarere for Tarbatu, inklusive kvinder, blev dræbt i det endelige angreb af ridderne. I alt mistede næsten tusinde estere deres liv i den sidste kamp. I følge Henrik af Letlands krønike prøvede Vyachko sammen med sine russere at oprette en separat modstand i en af befæstningerne, men alle blev trukket ud og dræbt. Af alle Tarbatus forsvarere var kun en russer fra Suzdal tilbage. Han fik tøj og en god hest og blev sendt tilbage til Novgorod. Hjælpestropperne fra Novgorod havde nået Pihkva, da de modtog nyheden fra Tartu, hvorefter de besluttede at annullere ekspeditionen og indgå fred med tyskerne.

## Efterspil
Med Tartus fald var hele det estiske fastland erobret af Sværdbrødreordenen. Der efter var det kun de største øer i Estland, der var i stand til at opretholde deres uafhængighed.